# Archives of Biochemistry and Biophysics
Archives of Biochemistry and Biophysics je dvonedeljni recenzirani naučni časopis koji pokriva istraživanja svih aspekata biohemije i biofizike. Objavljuje ga izdavačka kuća Elsevier. Od 2012. godine glavni odgovorni urednici su Pol Ficpatrik (Univerzitet Teksasa, centrar zdravstvenih nauka u San Antoniju), Helmut Sies (Univerzitet Diseldorfa), Džijan-Ping Jin, i Henry Forman.

## Spoljašnje veze
- Zvanični veb-sajt